# Salvador (Torres Novas)
A Freguesia de Salvador (oficialmente, Freguesia de Torres Novas (Salvador)) foi uma freguesia portuguesa do Município e da cidade de Torres Novas, que tinha 11,92 km² de área e 2 227 habitantes (2011), e, por isso, uma densidade populacional de 186,8 hab/km².
Foi extinta (agregada) pela reorganização administrativa de 2012/2013, sendo o seu território integrado na União das Freguesias de Torres Novas (Santa Maria, Salvador e Santiago).
Para além de parte da cidade de Torres Novas, pertenciam a esta antiga freguesia as localidades Alcorriol e Nicho do Rodrigo, entre outras.

## População
| População da freguesia de Torres Novas (Salvador) | População da freguesia de Torres Novas (Salvador) | População da freguesia de Torres Novas (Salvador) | População da freguesia de Torres Novas (Salvador) | População da freguesia de Torres Novas (Salvador) | População da freguesia de Torres Novas (Salvador) | População da freguesia de Torres Novas (Salvador) | População da freguesia de Torres Novas (Salvador) | População da freguesia de Torres Novas (Salvador) | População da freguesia de Torres Novas (Salvador) | População da freguesia de Torres Novas (Salvador) | População da freguesia de Torres Novas (Salvador) | População da freguesia de Torres Novas (Salvador) | População da freguesia de Torres Novas (Salvador) | População da freguesia de Torres Novas (Salvador) |
| ------------------------------------------------- | ------------------------------------------------- | ------------------------------------------------- | ------------------------------------------------- | ------------------------------------------------- | ------------------------------------------------- | ------------------------------------------------- | ------------------------------------------------- | ------------------------------------------------- | ------------------------------------------------- | ------------------------------------------------- | ------------------------------------------------- | ------------------------------------------------- | ------------------------------------------------- | ------------------------------------------------- |
| 1864                                              | 1878                                              | 1890                                              | 1900                                              | 1911                                              | 1920                                              | 1930                                              | 1940                                              | 1950                                              | 1960                                              | 1970                                              | 1981                                              | 1991                                              | 2001                                              | 2011                                              |
| 1 099                                             | 1 344                                             | 1 591                                             | 1 653                                             | 1 909                                             | 1 843                                             | 2 140                                             | 2 380                                             | 3 118                                             | 2 004                                             | 2 357                                             | 2 462                                             | 2 309                                             | 2 201                                             | 2 227                                             |

| Distribuição da População por Grupos Etários | Distribuição da População por Grupos Etários | Distribuição da População por Grupos Etários | Distribuição da População por Grupos Etários | Distribuição da População por Grupos Etários | Distribuição da População por Grupos Etários | Distribuição da População por Grupos Etários | Distribuição da População por Grupos Etários | Distribuição da População por Grupos Etários | Distribuição da População por Grupos Etários |
| -------------------------------------------- | -------------------------------------------- | -------------------------------------------- | -------------------------------------------- | -------------------------------------------- | -------------------------------------------- | -------------------------------------------- | -------------------------------------------- | -------------------------------------------- | -------------------------------------------- |
| Ano                                          | 0-14 Anos                                    | 15-24 Anos                                   | 25-64 Anos                                   | > 65 Anos                                    |                                              | 0-14 Anos                                    | 15-24 Anos                                   | 25-64 Anos                                   | > 65 Anos                                    |
| 2001                                         | 308                                          | 257                                          | 1 115                                        | 521                                          |                                              | 14,0%                                        | 11,7%                                        | 50,7%                                        | 23,7%                                        |
| 2011                                         | 294                                          | 192                                          | 1074                                         | 667                                          |                                              | 13,2%                                        | 8,6%                                         | 48,2%                                        | 30,0%                                        |

Média do País no censo de 2001:  0/14 Anos-16,0%; 15/24 Anos-14,3%; 25/64 Anos-53,4%; 65 e mais Anos-16,4%
Média do País no censo de 2011:   0/14 Anos-14,9%; 15/24 Anos-10,9%; 25/64 Anos-55,2%; 65 e mais Anos-19,0%

## Património
- Casa do Mogo de Melo ou Casa do Mogo
- Ermida de Nossa Senhora dos Prazeres ou Ermida de Nossa Senhora do Vale